# جولی پالایس
جولی میشل پالایس (متولد ۲ سپتامبر ۱۹۵۶ در ماساچوست) یک یخ‌شناس قطبی آمریکایی است که کمک‌های قابل توجهی به تحقیقات تغییرات اقلیمی از طریق مطالعه رسوبات آتشفشانی در هسته‌های یخی گرینلند و قطب جنوب داشته است. او از سال ۱۹۹۰ به‌عنوان مدیر برنامه یخ‌شناسی قطب جنوب در بنیاد ملی علوم (NSF) نقش مهمی ایفا کرد و سفرهای متعددی به مناطق شمال و جنوب قطب انجام داد. به افتخار او، یخچال پالایس و پالایس بلاف در قطب جنوب نام‌گذاری شده‌اند و جوایز متعددی برای کارنامه برجسته‌اش دریافت کرده است.

## اوایل زندگی و تحصیلات
پالایس در دبیرستان نیوتون نورث در ماساچوست تحصیل کرد و در سال ۱۹۷۴ فارغ‌التحصیل شد. در سال ۱۹۷۸، مدرک لیسانس هنر (BA) خود را با رتبه با افتخار در زمین‌شناسی/علوم زمین از دانشگاه نیوهمپشایر دریافت کرد. او بین سال‌های ۱۹۷۸ تا ۱۹۸۵ در دانشگاه ایالتی اوهایو تحصیل کرد و موفق به اخذ مدرک کارشناسی ارشد علوم (MS) و دکترای فلسفه (PhD) در علوم زمین‌شناسی و ژئوساینس شد. تحقیقات تحصیلات تکمیلی او بر مطالعه رسوبات آتشفشانی در برف و هسته‌های یخی قطبی گرینلند و نمونه‌های گرفته‌شده از هسته یخی بیرد و هسته‌های کم‌عمق نزدیک کوه اربوس در جزیره راس قطب جنوب متمرکز بود.

## حرفه و تأثیر
پالایس بیش از ۲۶ سال به‌عنوان مدیر برنامه یخ‌شناسی قطب جنوب در بخش برنامه‌های قطبی بنیاد ملی علوم (NSF) فعالیت کرد.
برای درک تاریخ و پویایی ورقه‌های یخی قطب جنوب و گرینلند، برنامه‌های تحقیقاتی NSF بر جنبه‌های مختلف یخ‌شناسی، از جمله استفاده از هسته‌های یخی به‌عنوان شاخص‌های اقلیم‌شناسی دیرینه جهانی، تمرکز دارد. پالایس بیش از ۲۷ سفر به قطب جنوب و ۳ سفر به گرینلند انجام داده است.
پالایس عضو انجمن‌های حرفه‌ای متعددی از جمله اتحادیه ژئوفیزیک آمریکا، انجمن بین‌المللی یخ‌شناسی، انجمن قطبی آمریکا، باشگاه کاوشگران و مؤسسه حیوانات و جامعه است.

## حرفهٔ دوم
پس از بازنشستگی از بنیاد ملی علوم در سال ۲۰۱۶، او کار جدیدی را در حوزه رفاه حیوانات آغاز کرد. وی در سال ۲۰۱۷ یک گواهینامه تحصیلات تکمیلی از دانشگاه ادینبورگ (دانشکده سلطنتی دامپزشکی دیک) در حوزه رفاه بین‌المللی حیوانات، اخلاق و قانون (IAWEL) دریافت کرد و پس از آن مدرک کارشناسی ارشد در زمینه انسان‌شناسی حیوانات (مطالعات انسان و حیوان) را از کالج کانیزیوس در بوفالو، نیویورک، در بهار سال ۲۰۱۹ به پایان رساند. در طول تحصیلات تکمیلی خود در رشته انسان‌شناسی حیوانات، وی در مؤسسه رفاه حیوانات (AWI) در واشینگتن دی‌سی کارآموزی کرد و بررسی داده‌های گردآوری‌شده توسط اف‌بی‌آی از سال ۲۰۱۶ دربارهٔ خشونت علیه حیوانات در ایالات متحده را آغاز کرد.
پس از فارغ‌التحصیلی، او کار خود را با بررسی داده‌های مربوط به خشونت علیه حیوانات در سیستم گزارش‌دهی مبتنی بر رویداد ملی (NIBRS) اف‌بی‌آی ادامه داد. تحلیل‌های وی شامل بررسی تفاوت‌های میان ایالت‌ها در تعداد گزارش‌های ثبت‌شده، مشخصات جمعیت‌شناختی متخلفان و دیگر جرایم مرتبط با خشونت علیه حیوانات بود. علاوه بر این، او محل وقوع، زمان و تغییرات ماهانه این موارد را نیز بررسی کرد. او یافته‌های خود را در چهار مقاله مجله در سال ۲۰۲۰ منتشر کرد، از جمله مقاله‌ای در مدیریت عمومی (انجمن بین‌المللی مدیریت شهر/شهرستان)، مقاله‌ای در مراقبت و کنترل حیوانات امروز (انجمن ملی مراقبت و کنترل حیوانات)، مقاله‌ای در مجله کلانتر و معاون (انجمن ملی کلانترها)، و مقاله‌ای دیگر در رئیس پلیس (انجمن بین‌المللی روسای پلیس).
پالیس همچنان به پژوهش‌های علمی خود ادامه می‌دهد و مقاله‌ای را در مجله علوم اجتماعی دربارهٔ روندهای خشونت علیه حیوانات از سوی سازمان‌های اجرای قانون و ارتباط آن با سایر جرایم احتمالی منتشر کرده است.
در ماه اوت ۲۰۲۱، پالیس (با نام قلمی خود، جولو) کتاب کودک دوزبانه (انگلیسی-نپالی) با عنوان «ساتهی: سگ خیابانی کاتماندو، نپال» را منتشر کرد (انتشارات واجرا، کاتماندو، نپال).